# منتخب إستونيا لكرة القدم الشاطئية
منتخب إستونيا الوطني لكرة القدم الشاطئية هو ممثل الرسمي في المنافسات الدولية في كرة قدم شاطئية ، يديريه اتحاد إستونيا لكرة القدم.